# Saharanpur (district)
Saharanpur is een district van de Indiase staat Uttar Pradesh. Het district telt 2.848.152 inwoners (2001) en heeft een oppervlakte van 3689 km².
Het district Saharanpur maakt deel uit van de gelijknamige divisie. De hoofdstad is Saharanpur. Andere plaatsen binnen het district zijn onder meer Deoband, Gangoh, Nakur, Behat, Rampur Maniharan en Sarsawa.
Saharanpur is het meest noordelijke district van Uttar Pradesh. Het district grenst aan drie andere Indiase staten: Haryana in het westen, Uttarakhand in het oosten en Himachal Pradesh in het uiterste noordwesten. Langs de westgrens van Saharanpur stroomt de Yamuna. Ongeveer 120 kilometer ten zuiden van het district ligt de metropool Delhi.
Hoofdstad: Lucknow
Districten:
Divisie Agra: Agra · Firozabad · Mainpuri · Mathura
Divisie Aligarh: Aligarh · Etah · Hathras · Kasganj
Divisie Ayodhya (Faizabad): Ambedkar Nagar · Amethi · Ayodhya (Faizabad) · Barabanki · Sultanpur
Divisie Azamgarh: Azamgarh · Ballia · Mau
Divisie Bareilly: Bareilly · Budaun · Pilibhit · Shahjahanpur
Divisie Basti: Basti · Sant Kabir Nagar · Siddharthnagar
Divisie Benares (Varanasi): Benares (Varanasi) · Chandauli · Ghazipur · Jaunpur
Divisie Chitrakoot: Banda · Chitrakoot · Hamirpur · Mahoba
Divisie Devipatan: Bahraich · Balrampur · Gonda · Shravasti
Divisie Gorakhpur: Deoria · Gorakhpur · Kushinagar · Maharajganj
Divisie Jhansi: Jalaun · Jhansi · Lalitpur
Divisie Kanpur: Auraiya · Etawah · Farrukhabad · Kannauj · Kanpur Dehat · Kanpur Nagar
Divisie Lucknow: Hardoi · Lakhimpur Kheri · Lucknow · Raebareli · Sitapur · Unnao
Divisie Meerut: Bagpat · Bulandshahr · Gautam Buddha Nagar · Ghaziabad · Hapur · Meerut
Divisie Mirzapur: Bhadohi · Mirzapur · Sonbhadra
Divisie Moradabad: Amroha · Bijnor · Moradabad · Rampur · Sambhal
Divisie Prayagraj (Allahabad): Fatehpur · Kaushambi · Pratapgarh · Prayagraj (Allahabad)
Divisie Saharanpur: Muzaffarnagar · Saharanpur · Shamli